# Kent Robin Tønnesen

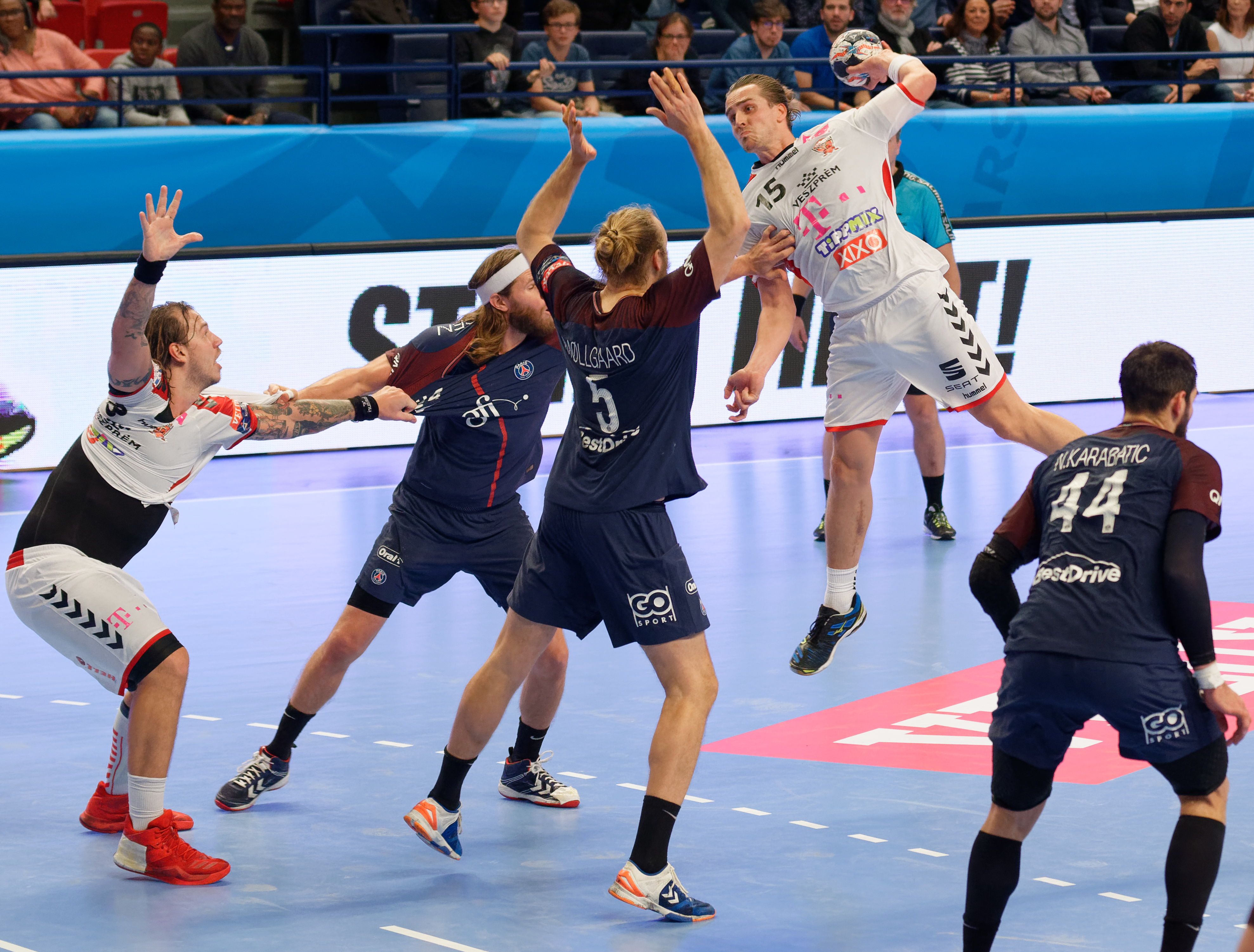
Tønnesen au tir avec Veszprém face au PSG en novembre 2017.

Kent Robin Tønnesen, né le 5 juin 1991 à Partille en Suède, est un joueur de handball norvégien professionnel évoluant au poste d'arrière droit. 

## Palmarès

### En clubs
Compétitions internationales
- Vainqueur de la Coupe du monde des clubs (2) : 2015, 2016
- Finaliste de la Coupe de l'EHF (C3) (1) : 2017

Compétitions nationales
- Vainqueur du Championnat de Norvège (1) : 2011
- Vainqueur de la Coupe de Norvège (2) : 2011, 2012
- Vainqueur de la Coupe de Hongrie (3) : 2018, 2021, 2022
- Vainqueur du Championnat de Hongrie (3) : 2019, 2021, 2022
- Vainqueur du Championnat de France (2) : 2024, 2025
- Vainqueur du Trophée des Champions (1) : 2023
- Finaliste (2) : 2018, 2023

### En sélection
Championnats du monde
- Médaille d'argent au championnat du monde 2017 en France
- 6e place au championnat du monde 2021 en Égypte

Jeux olympiques
- 7e place aux Jeux olympiques de 2020 de Tokyo

Championnats d'Europe
- 13e place au championnat d'Europe 2012 en Serbie
- 14e place au championnat d'Europe 2014 au Danemark
- 4e place au championnat d'Europe 2016 en Pologne
- 7e place au championnat d'Europe 2018 en Croatie
- 5e place au championnat d'Europe 2022